# 土耳其加入的國際組織列表
土耳其為聯合國、伊斯蘭合作組織（原稱伊斯蘭會議組織）、经济合作与发展组织、歐洲安全與合作組織之創始成員，並在1949年與1952年分別成為歐洲理事會與北大西洋公約組織成員國之一。而自2005年以來，土耳其便一直與歐洲聯盟就入盟事宜進行談判──該國自1963年以來一直為準成員國──，也是歐盟－土耳其關稅同盟成員。土耳其也是二十國集團成員──該組織聚集了世界上二十大經濟體。
此外，土耳其還加入了世界貿易組織，並與歐洲自由貿易聯盟、以色列、英國達成自由貿易協定。到了1992年土耳其還與其他十個國家成立黑海經濟合作組織，以跨大區域經貿合作。
2000年12月，土耳其成為加勒比國家聯盟的觀察員國；2017年，土耳其與東南亞國家協會的部門對話夥伴關係在菲律賓馬尼拉舉行的第50屆東協外長會議上得到認可。

## 土耳其加入的國際組織列表
| - 東南亞國家聯盟（部門對話夥伴） - 亞洲合作對話 - 亞洲開發銀行 - 非洲開發銀行 - 國際特赦組織 - 澳大利亞集團 - 國際度量衡局 - 国际清算银行 - 黑海海軍部隊 - 黑海經濟合作組織 - 歐洲理事會 - 歐洲標準委員會 - 歐洲核子研究組織（準會員） - 亞洲相互協作與信任措施會議 - 葡萄牙語國家共同體（觀察員國） - D-8經濟合作組織 - 歐洲－大西洋夥伴關係委員會 - 歐洲復興開發銀行 - 聯合國歐洲經濟委員會 - 世界工會聯合會 - 歐洲氣象衛星開發組織 - 歐洲空中航行安全組織 - 歐洲森林研究所 - 反洗钱金融行动特别工作组 - 二十國集團 | - G33聯盟 - 国际原子能机构 - 國際復興開發銀行 - 國際民用航空組織 - 國際商會 - 國際紅十字與紅新月運動 - 國際投資爭端解決中心 - 國際開發協會 - 國際能源署 - 國際教育成績評估協會 - 國際電工委員會 - 國際農業發展基金 - 國際金融公司 - 國際海道測量組織 - 國際勞工組織 - 國際貨幣基金組織 - 國際海事組織 - 國際海事衛星組織 - 國際橄欖理事會 - 國際奧林匹克委員會 - 國際移民組織 - 國際可再生能源機構 - 國際標準化組織 - 國際通信衛星組織 | - 國際電信聯盟 - 國際工會聯合會 - 紅十字會與紅新月會國際聯合會 - 國際海事衛星組織 - 國際刑警組織 - 國際鐵路運輸政府間組織 - 北大西洋公約組織 - 經合組織核能署 - 核供應國集團 - 經濟合作暨發展組織 - 伊斯蘭合作組織 - 禁止化學武器組織 - 歐洲安全與合作組織 - 巴黎俱樂部 — 準成員 - 常設仲裁法院 - TAKM - 歐洲－高加索－亞洲運輸走廊 - 突厥國家組織 - 突厥國家議會 - 突厥文化國際組織 | - 地中海聯盟 - 國際鐵路聯盟 - 聯合國 - 聯合國貿易和發展會議 - 聯合國環境署 - 聯合國教育、科學及文化組織 - 聯合國難民署 - 聯合國工業發展組織 - 聯合國駐黎巴嫩臨時部隊 - 聯合國伊拉克－科威特觀察團 - 聯合國訓練研究所 - 聯合國波赫特派團 - 聯合國科索沃臨時行政當局特派團 - 萬國郵政聯盟 - 世界海關組織 - 世界糧食計劃署 - 世界衛生組織 - 世界智慧財產權組織 - 世界氣象組織 - 世界貿易組織 - 世界突厥曲魯台 - 桑格委員會 |

## 外部連結
- Contessi, Nicola P. "Turkey and the Shanghai Cooperation Organization: Common values, economics or pure geopolitics? （页面存档备份，存于）" in Emre Erşen, Seçkin Köstem, eds. Turkey's Pivot to Eurasia. Geopolitics and Foreign Policy in a Changing World Order, Routledge, 2019, pp. 93–110.